# Bernard Méry
Pour les articles homonymes, voir Méry.
Bernard-Philippe Méry (né en 1942) est un avocat et essayiste français.

## Biographie
Né le 18 février 1942, il anime une émission hebdomadaire "Nos Droits", le vendredi sur la station de radio Ici et Maintenant ! à Paris, sur Internet et la RNT en Île-de-France, où il répond aux questions des auditeurs sur le droit et donne des conseils juridiques.
Dans deux livres parus à la suite, il a critiqué l'influence de la franc-maçonnerie sur la magistrature française, et dénoncé des cas de collusions et de corruption en son sein. Peu après leur parution, il fut radié de l'ordre des avocats français, puis réadmis à la suite d'une action au tribunal. L'ordre des avocats sera lui-même condamné en 2007 à lui verser des réparations.
Christian Cotten a dénoncé une "persécution administrative maçonnique" contre lui,.